# Anu Raud

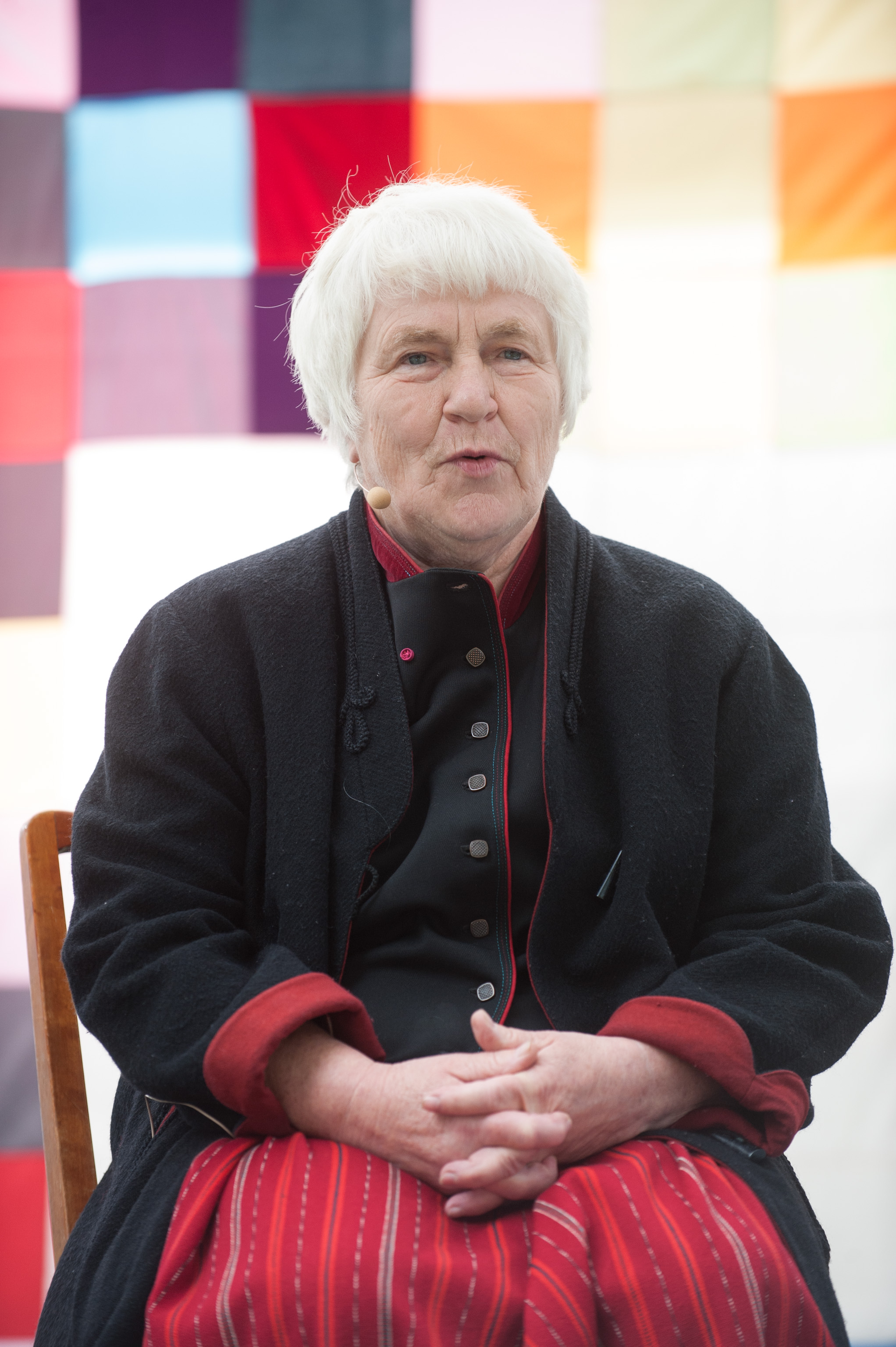
Anu Raud (2014)

Anu Raud (* 10. Mai 1943 in Moskau) ist eine estnische Textil- und Handwerkskünstlerin.

## Leben und Werk
Anu Raud wurde als Tochter des estnischen Schriftstellers Mart Raud (1903–1980) und der Anglistin und Übersetzerin Valda Raud (geb. Aaviste, 1920–2013) geboren. Sie schloss 1967 ihr Studium am Staatlichen Kunstinstitut der Estnischen SSR (estnisch Eesti NSV Riiklik Kunstiinstituut) ab.
Von 1973 bis 1995 war Raud Dozentin an der Textilabteilung der Tallinner Kunsthochschule (Tallinna Kunstiülikool). Von 1994 bis 2001 war sie Professorin für Textilkunst an der Kulturakademie in Viljandi. In der Gemeinde Heimtali leitet sie ein Handarbeitsmuseum, das der estnischen Textilkunst gewidmet ist und das heute zum Estnischen Nationalmuseum (Eesti Rahva Muuseum) gehört.
Anu Raud ist vor allem für ihre Web- und Knüpfarbeiten bekannt geworden. In ihren Werken greift sie Themen der traditionellen estnischen Volkskunst auf. 1973 bis 1975 schuf sie die repräsentativen Wandteppiche im Tallinner Rathaus. Ihr Werk Emapuu („Mutterbaum“) war 1995 ein Geschenk der estnischen Regierung an die Vereinten Nationen. Daneben entwirft sie Kostüme für Theateraufführungen.

## Auszeichnungen
1979 wurde Anu Raud der Kristjan-Raud-Preis verliehen, 1981 die Auszeichnung „Verdiente Künstlerin der Estnischen SSR“. Sie ist Ehrenbürgerin der Insel Kihnu.

## Dokumentarfilm
- Anu Raud – elumustrid (Regie: Mark Soosaar, 2002)